# Миролюбовка (Оренбургская область)
Миролюбовка — село в Новосергиевском районе Оренбургской области.

## География
Село находится в западной части Оренбургской области в 18 километрах на северо-запад от Новосергиевки — административного центра Новосергиевского района и в 120 километрах на северо-запад от Оренбурга — административного центра Оренбургской области. Расположено в пределах возвышенности Общий Сырт, в степной зоне, по обе стороны большого оврага, по дну которого протекает речка Ветлянка.
В 5 километрах на северо-восток проходит федеральная автомобильная дорога М5 «Урал».
Рядом находился «Казённый» пруд, питаемый из речки Ветлянки. При въезде в село с правой стороны расположен родник «Ключики».

## Население
|         | 1850 | 1885 | 1910 | 2010 |
| ------- | ---- | ---- | ---- | ---- |
| Дворов  | 80   | 187  | 425  |      |
| Человек |      | 1772 | 3460 | 0    |

После Великой Отечественной войны многие жители Миролюбовки перебирались жить в Среднюю Азию, так как там было гораздо легче прокормить семью в голодное послевоенное время.

## История
Заселение деревни происходило в 30-е годы XIX века. В 1836 году 26 семей однодворцев переселились в Миролюбовку из села Новая Ольшанка Нижнедевицкого уезда Воронежской губернии. Часть семей сначала отправились в Омский уезд Омской области, но из-за бесплодных земель, непригодной воды и упадка скота переселилась в деревню Миролюбову.
Деревня называлась Миролюбова, но имела и второе название Ветлянка по одноименной речке. После постройки церкви в 60-е годы XIX века — сельцо Миролюбово, а через несколько лет — село Миролюбовка.
В 1850 году деревня Миролюбова относилась к Романовской волости Бузулукского округа Оренбургской губернии.
В 1885 году в селе находились кожевенный завод, ветряная и водяная мельницы.
В 1885 и 1910 годах село относилось к Матвеевской волости Бузулукского уезда Самарской губернии.

### Церковь
Своей церкви в деревне Миролюбовой не было. Прихожане первое время после заселения пользовались Сергиевской церковью крепости Новосергиевской.
К началу 50-х годов XIX века в Матвеевке, расположенной в 9 километрах западнее, построили церковь, куда стали ходить жители Миролюбовой.
К началу 60-х годов XIX века в Миролюбовке построили Михаило-Архангельскую церковь.

## Экономическая и социальная сферы
Село делилось на выти, состоящие из 20 — 30 дворов каждая. Луговые и полевые земли так же делились на выти, а затем по душам.
Выти:
- Бугор
- Жабинка (центр)
- Закоулок
- Ивановка
- Новенка
- Оторвановка
- Ровенка

В 1928 году в Миролюбовке был организован колхоз, выращивали хлеб, а по бывшим вытям располагались животноводческие бригады и скотные дворы. Держали личный скот — коров, овец, свиней, гусей, уток, кур и пуховых коз.
Имелась семилетняя школа.

## Достопримечательности
- Памятник героям села, погибшим в годы Гражданской и Великой Отечественной войн